# Sewu

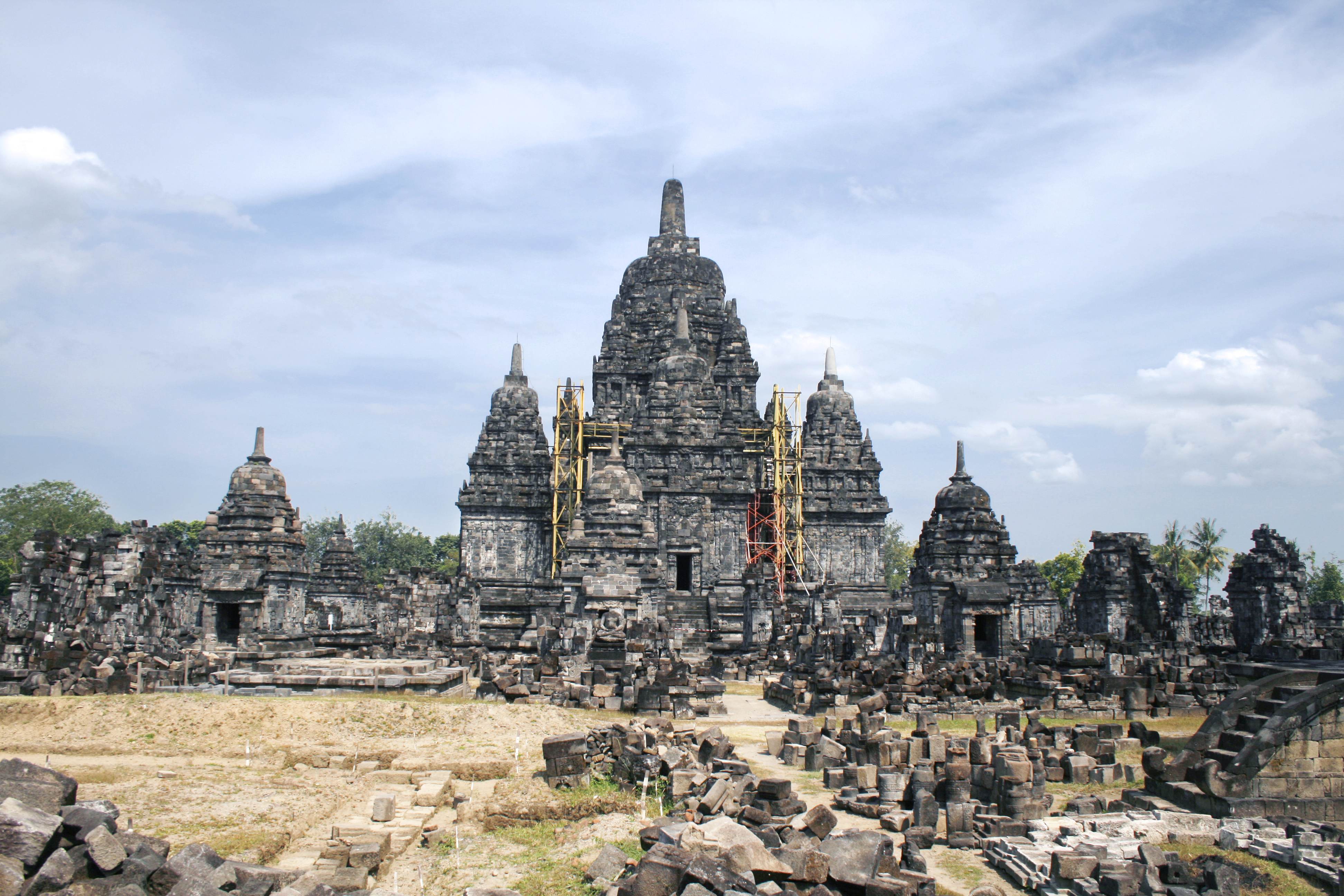
Quần thể đền Candi Sewu (Manjusrigrha).

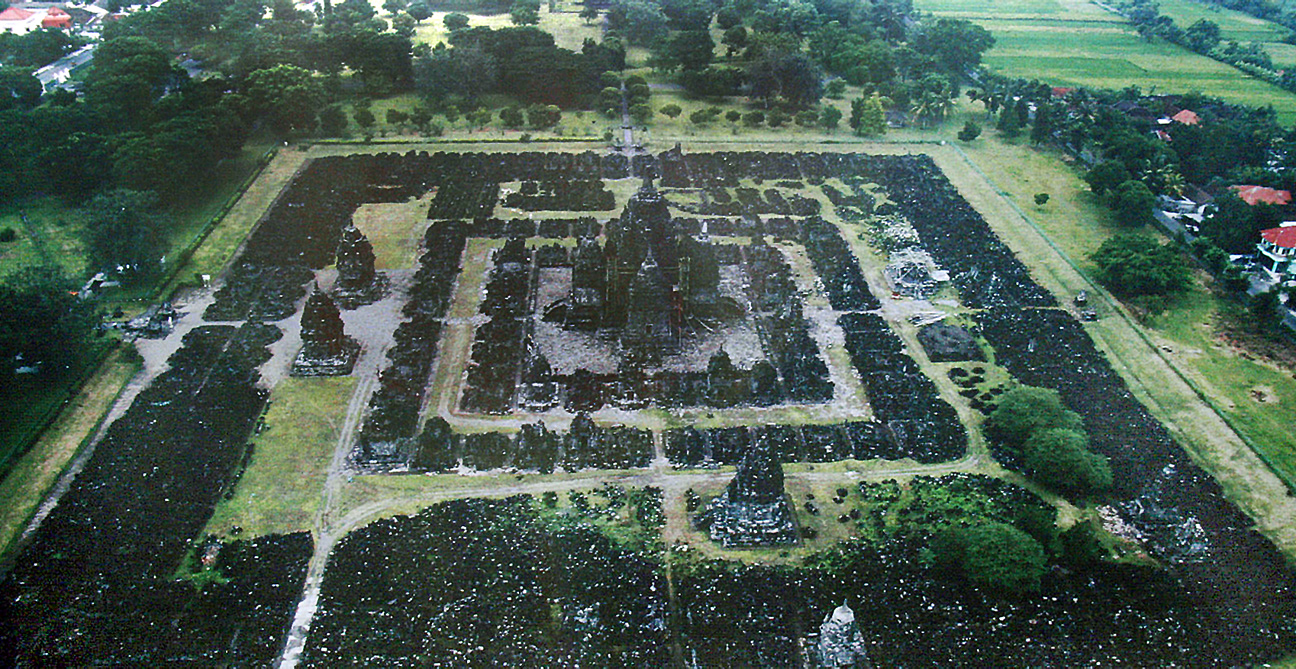
Quần thể đền Candi Sewu nhìn từ trên cao

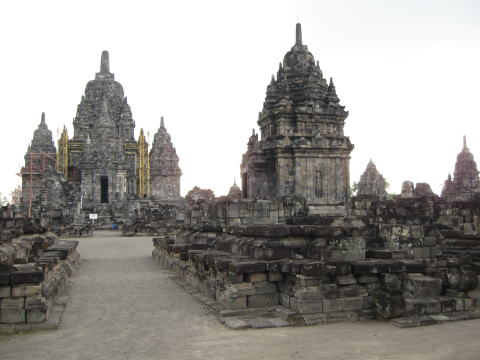
Tháp đền chính và một perwara.

Sewu, tên đầy đủ là Candi Sewu (trong tiếng Java, cái tên này có nghĩa là "nghìn ngôi đền"), nhưng tên chính thức là Manjusrigrha (có nghĩa là "ngôi nhà của Bồ Tát"), là quần thể đền đài Phật giáo lớn thứ hai ở Trung Java sau Borobudur, và lớn nhất ở đồng bằng Prambanan. Sewu là nguyên mẫu của Prambanan, một quần thể đền thờ đạo Hindu nằm cách Sewu chỉ khoảng 800 mét. Sự tồn tại của hai quần thể đền đài Phật giáo và Hindu giáo gần nhau cho thấy sự hòa hợp giữa hai tôn giáo này ở Trung Java một thời.
Sewu có lẽ được xây trong thế kỷ 8, thời vua Rakai Panangkaran (746 – 784) - một vị vua nổi tiếng của vương quốc Medang. Có thể dưới thời vua Rakai Pikatan nhà Sanjaya, Sewu được mở rộng. Quy mô của Sewu cho thấy nó có thể là ngôi đền hoàng gia.
Mặt bằng của Sewu hình chữ nhật, trong đó chiều Bắc-Nam dài 185 mét và chiều Đông-Tây dài 165 mét. Có 4 lối ra vào ở 4 hướng chính Đông, chính Tây, chính Bắc và chính Nam. Mỗi lối vào có 2 bức tượng thần gác cửa Dvarapala. Tuy tên gọi là "nghìn ngôi đền", song trong thực tế chỉ có 249 ngôi đền, phân bố theo hình mạn-đà-la với ngôi đền chính và lớn nhất nằm giữa. Có 248 ngôi tháp đền nhỏ hơn xếp thành 4 hàng hình chữ nhất lồng vào nhau quanh tháp đền trung tâm. Các ngôi đền nhỏ này có kiểu dáng tương tự nhau, cùng có hình vuông, nhưng mỗi ngôi đền lại có hướng khác nhau và có một kiểu tượng thờ riêng. 176 ngôi đền của hai hàng ngoài nhỏ hơn 72 ngôi đền của hai hàng phía trong. Nhiều tượng thờ đã mất, và hướng hiện tại của các ngôi tháp đền cũng không phải là hướng ban đầu của chúng. Các tượng của Sewu có thể sánh với tượng ở Borobudur và làm bằng đồng. Trên trục Đông-Tây và Nam-Bắc chính giữa quần thể, giữa các hàng tháp đền nhỏ thứ ba và thứ tư có các perwara ("ngôi đền gác"). Các perwara này nhỏ hơn tháp đền trung tâm, nhưng lớn hơn 248 tháp đền nhỏ. Tuy nhiên hiện chỉ còn 3 perwara ở các hướng đông, tây và bắc. Bên trong hàng tháp đền nhỏ trong cùng là sân lát đá của ngôi tháp đền trung tâm.